# بیلی دنیس (بازیکن فوتبال اهل انگلستان)
بیلی دنیس (انگلیسی: Billy Dennis; ۲۱ سپتامبر ۱۸۹۶ – ۱۹۵۲ (۵۵−۵۶ سال)) بازیکن فوتبال اهل بریتانیا بود.
از باشگاه‌هایی که در آن بازی کرده‌است می‌توان به باشگاه فوتبال بلکبرن روورز، باشگاه فوتبال ترانمره راورز، باشگاه فوتبال مکلسفیلد تاون، باشگاه فوتبال چسترفیلد، باشگاه فوتبال اشتون یونایتد، باشگاه فوتبال استالی‌بریج سلتیک، و باشگاه فوتبال منچستر یونایتد اشاره کرد.